# 突吻小鯷
突吻小鯷（学名：Anchoa curta）為輻鰭魚綱鲱形目鳀科的其中一種，分布於東太平洋區，從加利福尼亞灣至秘魯海域，棲息深度可達50公尺，本魚體延長，吻部約3/4眼徑，上頷長於下頷，體側具一銀色條紋，臀鰭起於背鰭基部中點，臀鰭軟條19-23條，體長可達6.4公分，喜群游，棲息在沿海或河口，以浮游生物為食，通常作為餌魚。

## 擴展閱讀
維基物種上的相關：突吻小鯷